# Émile Mbouh
Émile Mbouh (Douala, 1966. május 30. –) kameruni válogatott labdarúgó.

## Pályafutása

### Klubcsapatban
Pályafutása során sok csapatban megfordult. Játszott többek között az Union Douala (1984–85) a Diamant Yaoundé (1986–88), a francia Le Havre (1988–89), a svájci Chênois (1989–90), a Vitória de Guimarães (1990–91), a Benfica e Castelo Branco (1991–92), a szaúdi el-Áttifák (1992–93), a Qatar SC (1993–94), a maláj Perlis FA (1995–96), a szingapúri Tiong Bahru United (1997), a maláj Kuala Lumpur FA (1997), a kínai Liaoning Tianrun (1998) és a Sabah FA (1999–2001) csapatában. 

### A válogatottban
1985 és 1994 között 68 alkalommal szerepelt a kameruni válogatottban és 3 gólt szerzett. Részt vett az 1990-es és az 1994-es világbajnokságon, illetve az 1986-os, az 1990-es és az 1992-es Afrikai nemzetek kupáján. Tagja volt az 1988-ban Afrikai nemzetek kupáját nyerő válogatottak keretének is.

## Sikerei, díjai
Kamerun
- Afrikai nemzetek kupája (1): 1988